# NGC 3888
NGC 3888 é uma galáxia espiral barrada (SBc) localizada na direcção da constelação de Ursa Major. Possui uma declinação de +55° 57' 58" e uma ascensão recta de 11 horas, 47 minutos e 34,9 segundos.
A galáxia NGC 3888 foi descoberta em 14 de Abril de 1789 por William Herschel.